# Adoración de los pastores (Hugo van der Goes)
La adoración de los pastores es un cuadro del pintor Hugo van der Goes, realizado en 1480, dos años antes de su fallecimiento tras un grave trastorno mental. La obra se encuentra en la Gemäldegalerie de Berlín.
Previamente había pintado el mismo tema en la tabla central del llamado Tríptico Portinari.

## El tema

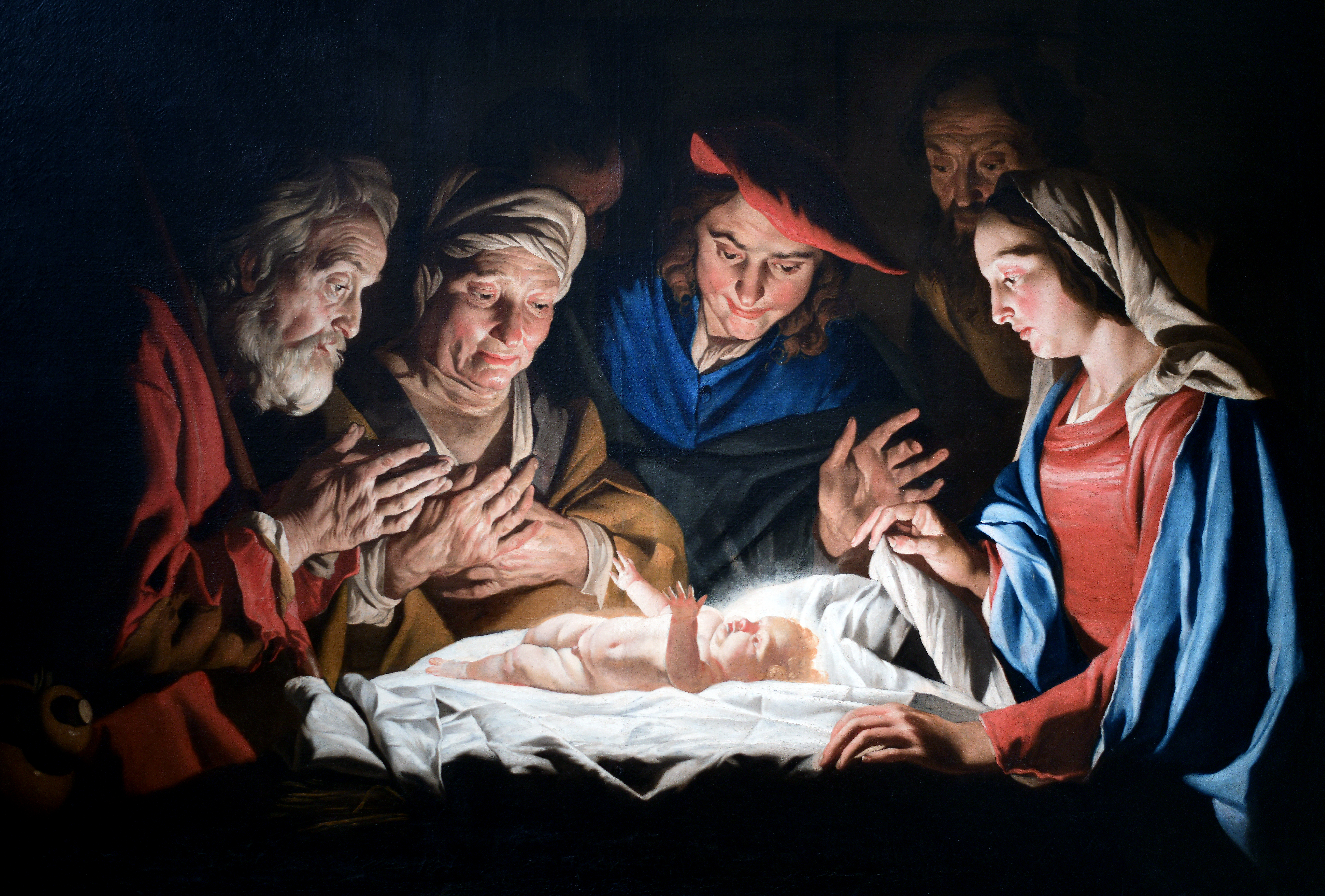
La adoración de los pastores, 1640, Mathias Stomer.

Tras la aparición de un ángel que anuncia a los pastores el nacimiento de Jesucristo, estos, aturdidos por el temor marchan a Belén para encontrar al niño envuelto en vendas sobre un pesebre. Al hallarlo, le ofrecen unos sencillos regalos (un corderito, una flauta o el cayado de pastor) y después se marchan, contando lo que han oído decir al ángel y visto con sus propios ojos.
Al ser extraída la historia del evangelio de Lucas donde se cita con brevedad, los artistas pudieron tomarse libertades para la representación, basada en muchas ocasiones en el episodio posterior de la visita de los Reyes Magos. A partir del Concilio de Trento, se suele representar con mayor austeridad.
Esta escena es de las más representadas en las artes y el propio van der Goes pintó un tríptico donde la tabla central representa este tema.

## Descripción de la obra
Se cree que puede tomar elementos prestados del Officium pastores, un tipo de tropo o texto breve cantado en forma de diálogo, que comenzó a ser acompañado por música en algunas de las más importantes fiestas litúrgicas, sobre todo la Pascua y la Navidad. Se cree que los tropos nacieron en el siglo IX, en la Abadía de San Galo (Suiza) y de ahí se difundieron por Europa. Los tropos serían el embrión del que nacería el drama litúrgico. En esta obra los profetas Isaías y Jeremías levantan unas cortinas para desvelar la escena, de manera teatral.
Al fondo se ven las figuras de José y María con el niño en el pesebre, rodeados de múltiples personajes, los ángeles, los animales del establo y a la izquierda, los pastores, entrando en escena e inclinándose ante Jesús.